# 成就院 (行田市)
成就院（じょうじゅいん）は、埼玉県行田市長野の寺院。

## 歴史
行田救済菩薩十五霊場第十三番札所。本尊は不動明王。天正年間に僘宥阿闍梨の創建と伝えられる。芳宥の代には三重塔が建立された。この三重塔は江戸時代の1729年（享保14年）に建立され、1981年 - 1982年（昭和56年 - 57年）に解体修理された。地方の大工による塔で、一間四方、銅瓦棒葺屋根となっている。各層とも二手先の料栱、吹寄棰等を積み上げて、初層内陣には須弥檀を設けて、格天井を組み、花鳥図が描かれている。塔内には忍城主の阿部忠秋から拝領したと伝わる、葉衣観世音菩薩を本尊として安置している。埼玉県内に江戸時代までの三重塔はこの塔を含め3基のみ（他に安楽寺、西福寺）である。1975年（昭和50年）3月31日埼玉県指定有形文化財に指定された。

## 交通アクセス
- JR東日本高崎線行田駅より、行田市内循環バス 観光拠点循環コース 「成就院三重塔」停留所下車